# ربحي حلوم
ربحي جمعة حلُّوم حجازي (وُلد في 2 يوليو 1939 في المزرعة الشرقية) سياسي ودبلوماسي فلسطيني، وعضو سابق في حركة فتح ومجلسها الثوري والمجلس الوطني الفلسطيني.

## التحصيل العلمي
وُلد في قرية المزرعة الشرقية شمال شرق رام الله. تُوفيت والدته وهو في السادسة من عمره واستشهد والده عام 1949. تلقى تعليمه الابتدائي في مدرسة المزرعة الشرقية، وأنهى المرحلة الثانوية من المدرسة الهاشمية في مدينة البيرة عام 1957. حصل على درجة البكالوريوس في الآداب من جامعة القاهرة عام 1962، ودرجة الماجستير في العلوم السياسية من الجامعة الأمريكية في القاهرة عام 1964، وشهادة الدكتوراه في العلاقات الدولية من الجامعة الأمريكية في أنقرة عام 1983 وأيضًا شهادة الدكتوراه في العلوم السياسية من جامعة باندونغ الإسلامية في إندونيسيا عام 1991.

## الحياة العملية
- في الفترة 1962–1963، عمل معلقًا في إذاعتي صوت العرب وبغداد.[1][2]
- في الفترة 1968–1971، عمل مديرًا لدائرة الإعلام في دبي في الإمارت.[1][2]
- في الفترة 1972–1973، كان مديرًا لمكتب منظمة التحرير الفلسطينية لدى البرازيل.[1][2]
- في الفترة 1976–1977، كان مديرًا لمكتب منظمة التحرير الفلسطينية لدى أفغانستان.[1][2]
- في الفترة 1978–1979، كان مديرًا لمكتب منظمة التحرير الفلسطينية لدى الإمارات.[1][2]
- في الفترة 1979–1990، كان مديرًا لمكتب منظمة التحرير الفلسطينية لدى تركيا.[3]
- في الفترة 1990–1991، كان مديرًا لمكتب منظمة التحرير الفلسطينية لدى إندونيسيا.[1][2]

في عام 1991، استقال من مناصبه كافة في منظمة التحرير الفلسطينية وحركة فتح احتجاجًا على موقف القيادة الفلسطينية من المشاركة في مؤتمر مدريد للسلام، حيث كان عضوًا في المجلس الوطني الفلسطيني والمجلس الثوري لحركة فتح ونائبًا لرئيس الدائرة السياسية في المنظمة.

## مؤلفات شعرية
- «المارد الأسمر» صدرت عام 1962.
- «الطوفان» صدرت عام 1969.

## الحياة الشخصية
ربحي حلوم متزوج وله 5 أولاد. توفيت والدته وهو بعمر السابعة عام 1946 كما استشهد والده خلال معارك عام 1949 وهو بعمر التاسعة.